# Dactylokepon marchadi
Dactylokepon marchadi là một loài chân đều trong họ Bopyridae. Loài này được Bourdon miêu tả khoa học năm 1967.